# Basilika Mariä Geburt (Vranov nad Topľou)

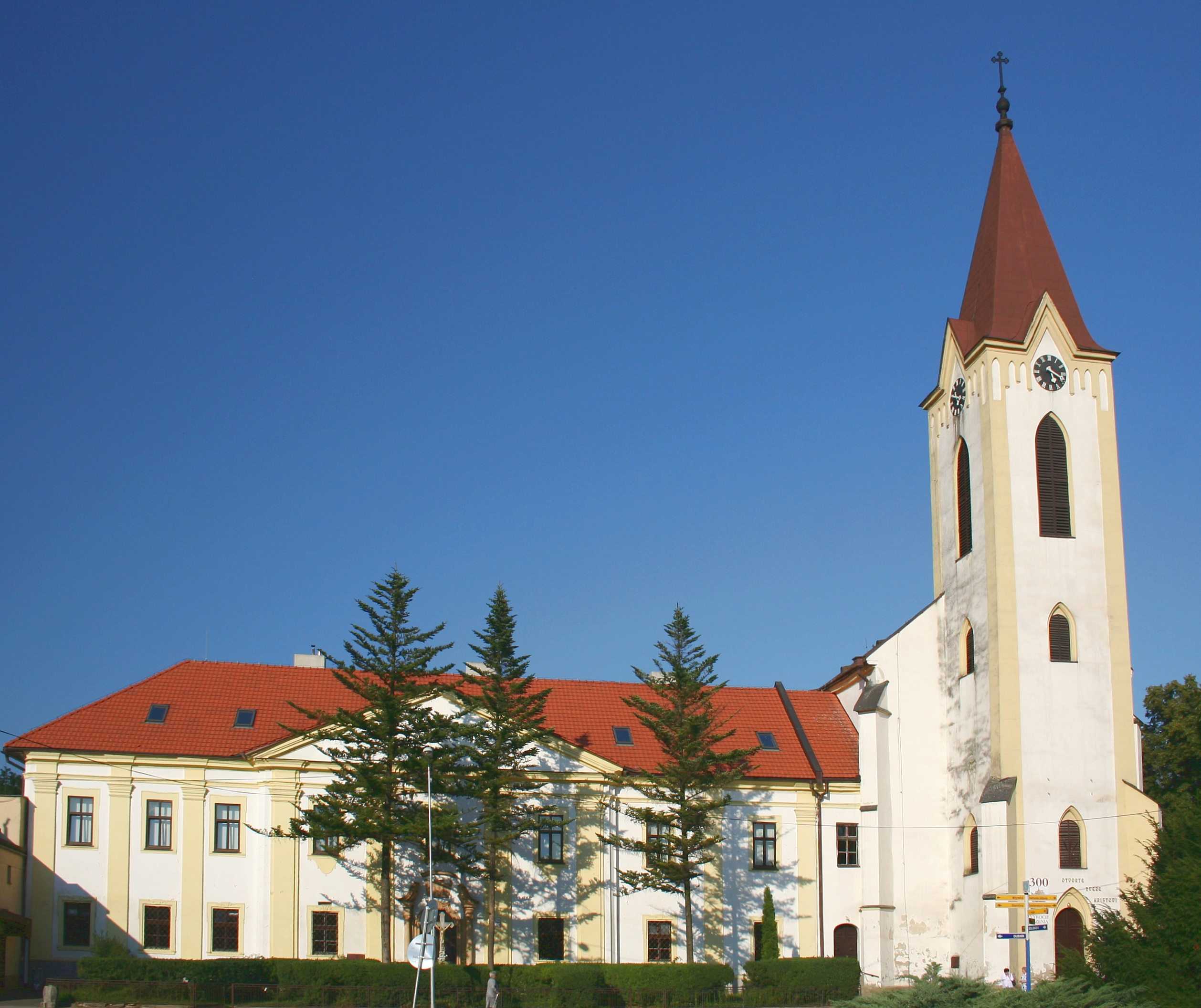
Basilika mit angrenzendem Kloster

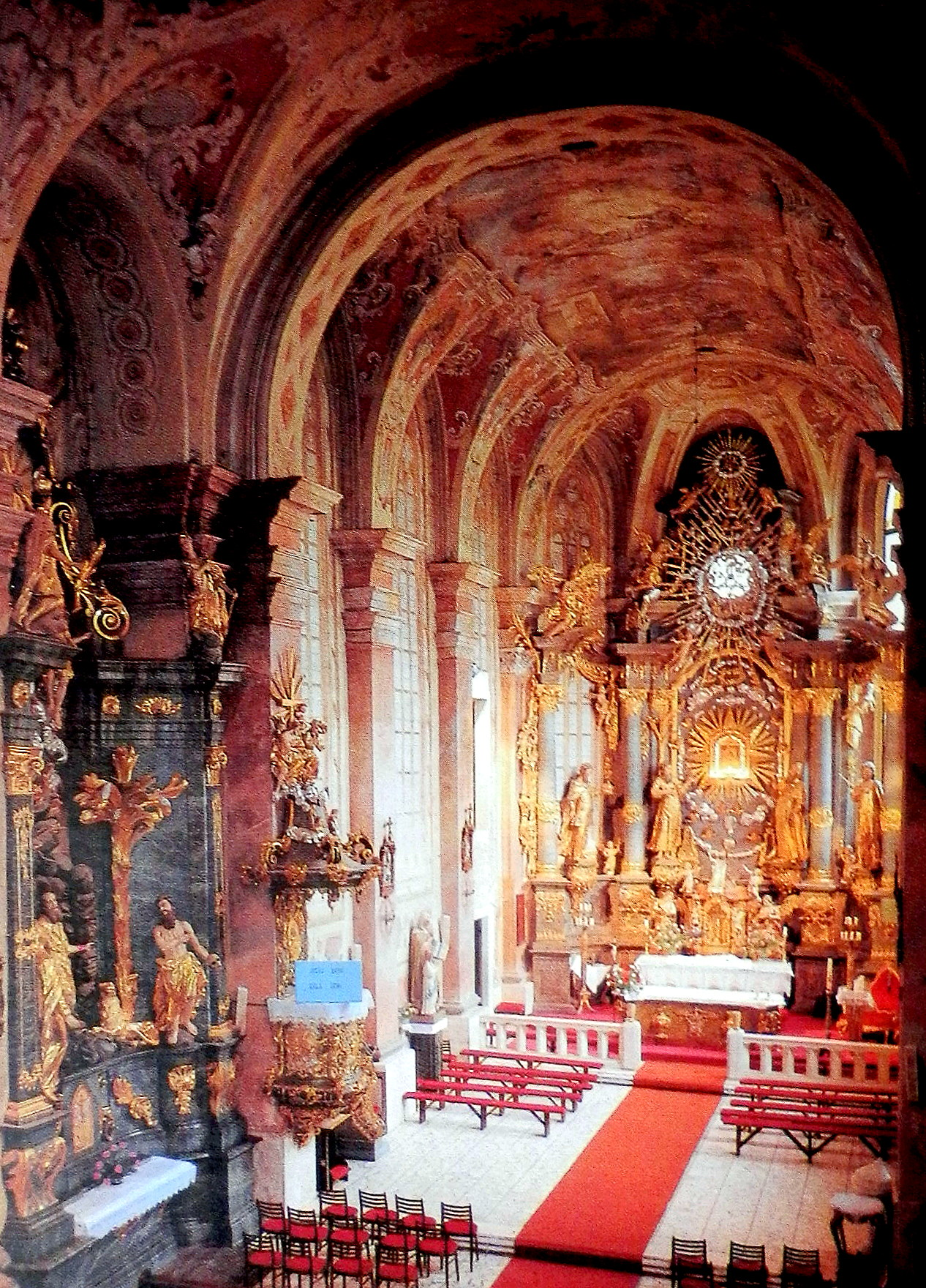
Altarraum

Die Basilika Mariä Geburt (slowakisch Bazilika Narodenia Panny Márie) ist eine römisch-katholische Kirche in Vranov nad Topľou in der Slowakei. Die Kloster- und Pfarrkirche des Erzbistums Košice mit dem Patrozinium Mariä Geburt trägt den Titel einer Basilica minor. Die Basilika ist Teil des Paulinerklosters.

## Geschichte
Die Kirche wurde im Königreich Ungarn unter Ludwig I. um 1441 von den Franziskanern errichtet. Mit dem Einzug der Reformation 1540 wurde die Kirche für lutherische Gottesdienste genutzt, nach der Gegenreformation um 1580 kehrten 1588 die Franziskaner wieder zurück. 1672 übernahmen die Pauliner das Kloster mit der Kirche. Im Jahr 1708 soll das Bild der Gottesmutter blutige Tränen geweint haben. Die Kirche wurde daraufhin Maria geweiht, das vorherige Patrozinium ist unklar. Die Pauliner betreuten die Kirche bis 1786, als das Kloster durch die Reformen von Kaiser Joseph II. aufgelöst wurde. 1963 wurde die Kirche zum Baudenkmal erklärt. Seit 1990 haben die Pauliner das Kloster und die Betreuung der Kirche erneut übernommen. Anlässlich des 300. Jahrestages der Tränen des barmherzigen Bildes der Muttergottes hat Papst Benedikt XVI. am 19. Juli 2008 die Kirche in den Rang einer Basilica minor erhoben.

## Architektur
Die Klosterkirche liegt heute mitten in der Stadt, das barocke Kloster schließt sich an der linken Seite an. Sie wurde als einschiffige Kirche mit einem schlanken Kirchturm über dem Eingang im spätgotischen Stil errichtet, 1578 und 1718 aber im Inneren wesentlich umgestaltet. Der Chor schließt mit einer polygonalen Apsis ab, die von dem bis in das Gewölbe ragenden, barocken Hochaltar beherrscht wird, in dessen Zentrum er das Marienbild präsentiert.